# Форт № 1 — Штайн
Форт № 1 «Штайн» (нем. Stein am Lauther Muhlenteich) — форт — военное фортификационное сооружение в пригороде Кёнигсберга (ныне — Калининград), построенное в 1875—1879 годах. Первоначально форт назывался Лаут, как и расположенный рядом бывший немецкий посёлок (нем. Lauther; ныне — посёлок Большое Исаково). С 1894 года форт был переименован в честь барона Генриха Фридриха Карла фон Штайна, видного прусского политического деятеля начала XIX века.

## Сооружение
Форт № 1 «Штайн» окружён водным рвом, к которому подходят вплотную бастионизированные участки стен форта. Глубина водного рва достигала двух метров, с тыла через него шёл мостик, соединявший форт с прилегающей к нему территорией.

## История

### Великая Отечественная война (1945)
Во время штурма Кёнигсберга Красной армией 6—9 апреля 1945 года, в ходе Восточно-Прусской операции во время Великой Отечественной войны, форт находился на второстепенном направлении наступления советских войск, в связи с чем основные войска вермахта были перебазированы на более важные участки. Изъятые с этого направления силы были задействованы в прорыве немецких войск на западном направлении (район Метгетена). Гарнизон форта был значительно ослаблен и не смог оказать значительного сопротивления частям 44-й мотострелковой бригады 51-й стрелковой дивизии и 58-го запасного армейского полка.
К утру 9 апреля 1945 года форт и прилегающие к нему территории были взяты. Комендант форта № 1 майор запаса Фогель за отказ капитулировать был расстрелян собственным вахмистром.
Из-за слабого сопротивления в 1945 году форт № 1 «Штайн» наименее всех пострадал от военных действий.

### Советский период (1945—1991)
В советские годы форт № 1 «Штайн» был овощехранилищем калининградского «Горплодоовощторга».

### В 1992—2021 годах
С 1994 года в казематах форта № 1 «Штайн» проживает семья Станислава и Светланы Лаурушонисов с тремя детьми, родившимися и выросшими в форте. По словам Светланы Лаурушонис, её семья ещё в 1991 году взяла форт в аренду сроком до 2058 года. С тех пор члены семьи за свой счёт поддерживают форт в удовлетворительном состоянии, спасают здание от мародёров, регулярно проводят по форту экскурсии.
14 июля 2005 года семья Лаурушонисов учредила Калининградский региональный общественный благотворительный фонд «Форт № 1 Штайн» (ИНН 3917023974).
В феврале 2007 года обитатели форта узнали о том, что права на его долгосрочную аренду были проданы ООО «ВестТурСервис» из Ульяновска на аукционе территориального управления Росимущества по Калининградской области. Новый инвестор планировал создать на базе крепости развлекательный центр, а также пивные и рестораны. Это обстоятельство стало причиной конфликта между новым собственником и семьёй Лаурушонис.
- 28 июня 2014 года
- 28 июня 2014 года
- 29 марта 2016 года

### С 2022 года
Калининградский архитектор Артур Сарниц взял в 2021 году форт «Штайн» в аренду на 49 лет. По его словам, сейчас главная задача — «привести форт в чувства», ну а после создать там пространство, посвящённое Belle Époque — «Прекрасной эпохе» — историческому периоду, предшествующему Первой мировой войне. «Новый Калининград» побывал на форте «Штайн» вместе с его новым арендатором и рассказывает о планах по развитию памятника.
В ноябре 2021 года Артур Сарниц и Валерий Щербатых собрали журналистов, чтобы рассказать о том, что они намерены сделать с этими объектами.

В июле 2022 года форт «Штайн» открыли для посещения. На данный момент посещения возможны только с экскурсоводом, так как работы по восстановлению форта продолжаются.
- 31 июля 2022 года